# Mustafa Sayar
Mustafa Sayar, nascido a 22 de abril de 1989 em Ereğli na província de Zonguldak, é um ciclista turco membro da equipa Salcano Sakarya Büyükşehir.
O seu triunfo mais importante tem sido a vitoria na Volta à Turquia em 2013, no entanto a 15 de julho de 2013, a UCI confirmou que Mustafa Sayar tinha dado positivo por EPO a 11 de março durante a disputa do Tour de Argélia. Foi desclassificado de todos os seus resultados desde a carreira argelina e suspendido por dois anos até 10 de julho de 2015.

## Palmarés
2009 (como amador)
- 2º no Campeonato da Turquia Contrarrelógio
- Campeonato da Turquia em Estrada

2011
- Tour de Isparta, mais 1 etapa

2012
- 2º no Campeonato da Turquia em Estrada

2016
- 1 etapa do Tour de Ancara
- 3º no Campeonato da Turquia Contrarrelógio

2018
- 3º no Campeonato da Turquia em Estrada
- 1 etapa do Tour de Capadocia

## Equipas
- Torku Sekerspor (2011-2013)
  - Konya-Torku Sekerspor-Vivelo (2011)
  - Konya-Torku Sekerspor (2012)
  - Torku Sekerspor (2013)
- Jilun Shakeland (01.10.2015-31.12.2015)
- Torku Sekerspor (01.04.2016-2017)